# 何如璋

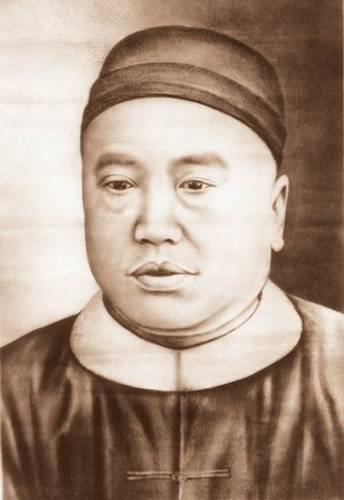
何如璋

何如璋（1838年—1891年），字子峨，广东大埔人，清朝外交官。

## 生平
早年喜讀桐城派古文，後潛心時務，常往返天津、上海之間，同治七年（1868年）进士，选翰林院庶吉士，散馆授编修。光绪三年（1877年）由李鸿章推荐，出使日本，前后三年，期間何如璋曾分别写信给总理衙门以及直隶总督兼北洋大臣李鸿章，称不能坐视琉球落入日本之手，但最終琉球依舊為日本所并。光緒六年（1880年）被召回，後任督办福州船政大臣。
中法馬江海戰爆發，何如璋唯恐得罪法國，並不做戒備，聽任法艦溯閩江駛入馬尾，甚至予以友好款待，導致福建水師被法軍擊潰。張佩綸、何如璋甫聞炮聲，即從船局後山潛逃，結果有11艘艦艇全部被擊沉，將士陣亡700余人，馬尾船廠被毀，因罪被革职遣戍張家口。應两广总督李瀚章之邀主讲广东韩山书院。墓位於大埔縣湖潦鎮甲溪弓坪山頂。著有《使东述略》，记述出使日本时的见闻，特别是记述日本推行明治维新的情况。